# Shahinshahr
Shahinshahr of Shahin Shahr (Perzisch: شاهین‌شهر) is een stad in de provincie Isfahan in Iran. Bij de volkstelling van 2016 had de stad 173.329 inwoners.
Shahinshahr was de eerste volgens een masterplan gebouwde satellietstad van Iran: het ligt op ongeveer 24 kilometer ten noorden van Isfahan, het op één na grootste metropoolgebied van Iran en de historische hoofdstad.
Een groot deel van de inwoners zijn ontheemde vluchtelingen uit de oorlog tussen Iran en Irak, oorspronkelijk afkomstig uit Khuzestan.